# David Bingham
David Bingham (Castro Valley, Kalifornia, 1989. október 19. –) amerikai válogatott labdarúgó, a Portland Timbers játékosa.

## Pályafutása

### Klubcsapatokban
Bingham a főiskolai csapatban kezdte karrierjét a Kaliforniai Egyetemen, 2008 és 2010 között. Bingham vezetésével a csapata a negyeddöntőig menetelt 2010-ben a NCAA Tournamentben. 2011. január 26-án került a San Jose Earthquakes csapatába. Mielőtt leszerződött volna a San Jose Earthquakes csapatéhoz próbajátékon szerepelt a Premier League-ben szereplő Fulham csapatánál.
2011. július 13-án saját tizenhatosán belülről lőtt gólt a Premier League-ben szereplő West Bromwich Albionnak a mérkőzés harmadik percében, egy barátságos mérkőzésen ami 2-1-es San Jose sikerrel zárult. Kölcsönben a San Antonio Scorpions és a Strømmen IF csapataiban is megfordult. 2017. december 18-án a Los Angeles Galaxy csapatába igazolt. 2022. január 13-án szabadon igazolhatóként szerződtette kér évre a Portland Timbers.

### A válogatottban
2016. február 5-én mutatkozott be a válogatottban Kanada ellen 1–0-ra megnyert mérkőzésen.

## Fordítás
- Ez a szócikk részben vagy egészben  a   David Bingham (American soccer) című angol Wikipédia-szócikk fordításán alapul.  Az eredeti cikk szerkesztőit annak laptörténete sorolja fel. Ez a jelzés csupán a megfogalmazás eredetét és a szerzői jogokat jelzi, nem szolgál a cikkben szereplő információk forrásmegjelöléseként.